# Atletica leggera ai Giochi olimpici intermedi - 100 metri piani

## L'eccellenza mondiale
| Record olimpico: Parigi 1900 | 10"8 10"4/5 | Frank Jarvis e Walter Tewksbury | Ritirati nel 1901 |
| Migliore prest. mond. 1905   | 10"8 10"4/5 | Vincent Duncker                 | Presente          |

Il Sudafrica non è presente ad Atene e siccome Duncker è nato da padre tedesco, la Germania lo inserisce nella propria squadra.
Gli elementi di spicco della velocità statunitense sono Archie Hahn, vincitore di tre medaglie d'oro a Saint Louis, e il suo rivale Arthur Duffey, detentore della migliore prestazione mondiale sulle 100 iarde con 9"6. Duffey però non sarà presente ai Giochi per squalifica. Hahn può difendere ad Atene un solo titolo, poiché i 60 e i 200 piani non sono in programma.
Il campione britannico in carica delle 100 iarde è John W. Morton (personale di 9"8), che deve rinunciare alla trasferta ateniese per infortunio.

## La gara

### Turni eliminatori
| 10 Batterie  | 25 aprile, ore 15:00 | 42 partenti   | Si qualificano i primi 2. |
| 3 Semifinali | 25 aprile, ore 17:00 | 7 + 7 + 6     | Si qualificano i primi 2. |
| Finale       | 27 aprile, ore 15:00 | 6 concorrenti |                           |

Dopo le batterie il sudafricano-tedesco Duncker rinuncia alle semifinali perché ritiene di non essere abbastanza competitivo e ripiega sui 110 ostacoli (dove arriverà terzo).

### Finale
Si allineano alla partenza ben quattro velocisti statunitensi: Hahn, Moulton (già bronzo a Saint Louis sui 60 m), Robertson ed Eaton, insieme all'australiano Barker ed allo svedese Lindberg.
Hahn parte primo e non si fa più raggiungere, tagliando il traguardo con le braccia alzate. Il suo vantaggio sul secondo è stimato in almeno un metro. La piazza d'onore è di Moulton, che rinviene negli ultimi metri e brucia sul traguardo Barker.
| Pos     | Paese       | Atleta           | Età | Tempo ufficiale | Tempo ufficioso |
| ------- | ----------- | ---------------- | --- | --------------- | --------------- |
| Oro     | Stati Uniti | Archie Hahn      | 26  | 11"2            |                 |
| Argento | Stati Uniti | Fay Moulton      | 30  |                 | 11"3            |
| Bronzo  | Australia   | Nigel Barker     | 23  |                 | 11"3            |
| 4       | Stati Uniti | William Eaton    | 24  |                 | 11"5            |
| 5       | Stati Uniti | Lawson Robertson | 23  |                 | 11"5            |
| 6       | Svezia      | Knut Lindberg    | 24  |                 | 11"8            |